# Smilasterias clarkailsa
Smilasterias clarkailsa är en sjöstjärneart som beskrevs av O'Loughlin och Colonel O'Hara 1990. Smilasterias clarkailsa ingår i släktet Smilasterias och familjen trollsjöstjärnor. Inga underarter finns listade i Catalogue of Life.